# Capilla del Obispo (Madrid)
La capilla del Obispo de Plasencia, oficialmente capilla de Nuestra Señora y san Juan de Letrán, es un edificio religioso del siglo XVI, que se encuentra en la capital española. Pertenece a una época de transición entre el gótico, estilo que se aprecia en su planta y trazado, y el arte renacentista, visible en su fachada septentrional y en su decoración interior. Fue declarada Monumento Nacional en 1931.

## Ubicación
Forma parte del complejo parroquial de san Andrés, integrado, además de por la capilla del Obispo, por la iglesia de San Andrés, de planta gótica, y la Capilla de san Isidro, de estilo barroco. El conjunto monumental ocupa la práctica totalidad de una manzana, delimitada por la plazas de los Carros y de san Andrés (al sur), la Costanilla de San Pedro (al este), la Costanilla de san Andrés (al oeste) y la plaza de la Paja (al norte). El acceso a la capilla del Obispo se realiza desde el número 9 de este último recinto.

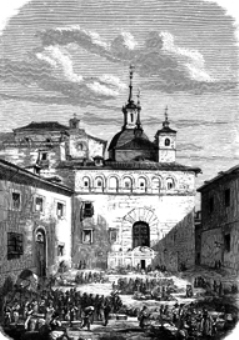
La capilla del Obispo en un grabado de 1860. Al fondo, asoman la torre y la cúpula de la iglesia de San Andrés y, a la izquierda, se sitúa el Palacio de los Vargas.

Se trata de tres edificios independientes que en el pasado estuvieron comunicados entre sí. En el año 2006, comenzó la última fase de las obras de rehabilitación del complejo, financiadas por la Comunidad de Madrid y dirigidas por el arquitecto Javier Vellés. Tras unas obras que se han prolongado durante un periodo de cuarenta años, y que finalizaron en junio de 2010, se han vuelto a conectar nuevamente las tres estructuras.

## Toponimia e historia
La capilla del Obispo se erige sobre el solar de una primitiva capilla, probablemente mandada construir por el rey Alfonso VIII.

Fue levantada entre 1520 y 1535, para albergar los restos mortales de san Isidro Labrador. Responde a una iniciativa de Francisco de Vargas, para cuya familia, una de las más poderosas del Madrid medieval, había trabajado el santo, en el siglo XII.

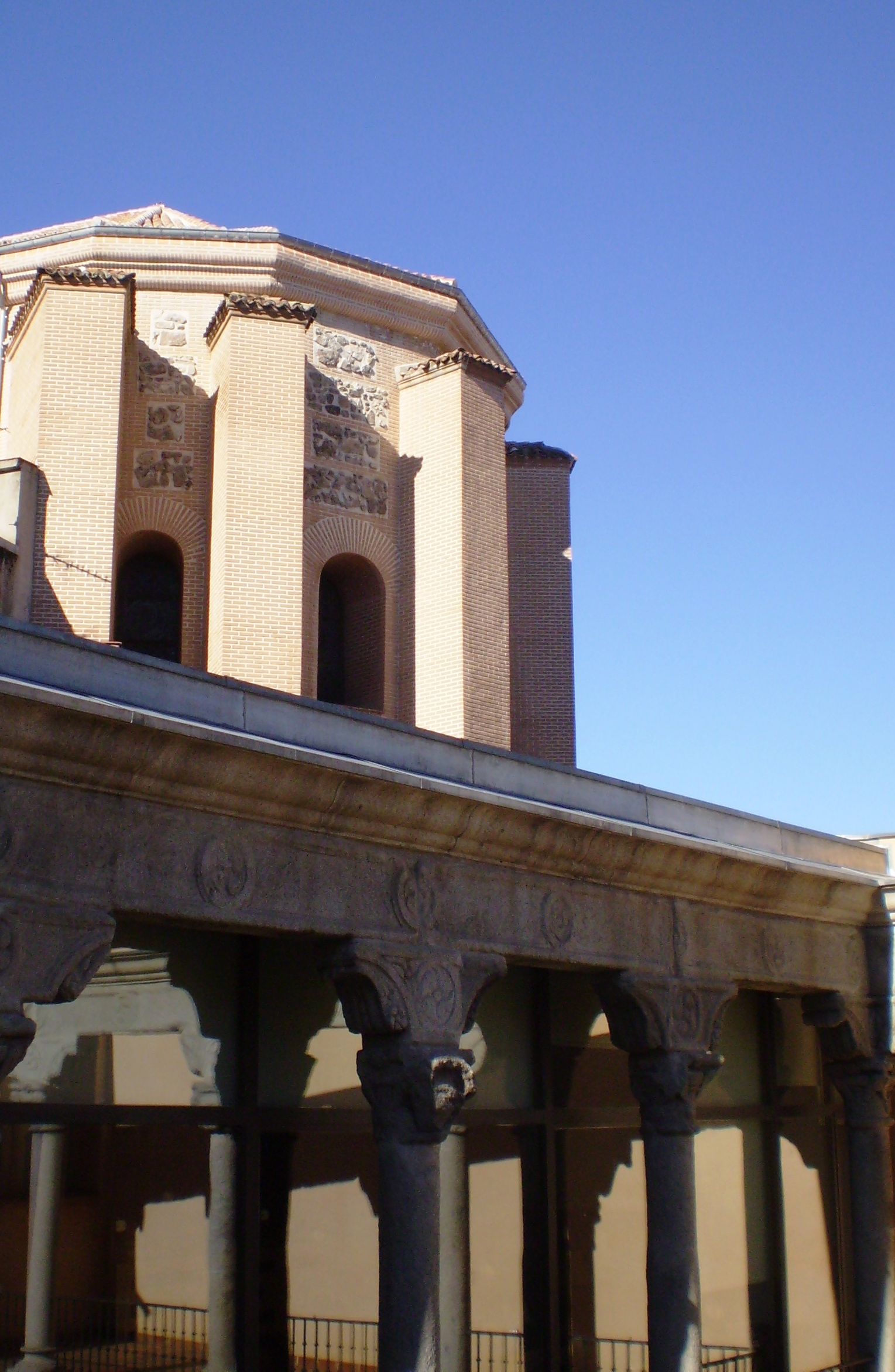
Vista del ábside de la capilla, desde el patio renacentista del Palacio de los Condes de Paredes de Nava, actual Museo de los Orígenes de Madrid.

Sin embargo, el impulso definitivo se lo dio su hijo, Gutierre de Vargas Carvajal, obispo de Plasencia entre 1524 y 1559, a quien se debe la fundación de la capilla y su suntuosa decoración interior. En su honor, la construcción empezó a ser conocida como Capilla del Obispo, abandonándose, a nivel popular, el nombre oficial de Capilla de Nuestra Señora y san Juan de Letrán.
El cuerpo de san Isidro permaneció en el edificio hasta 1544, año en el que el párroco de la iglesia de san Andrés consiguió, después de numerosos pleitos, trasladarlo a su parroquia, donde estuvo depositado hasta el siglo XIX.
Los Vargas decidieron entonces convertir la capilla en su panteón familiar. En 1547, Gutierre de Vargas Carvajal encargó al escultor Francisco Giralte la realización del retablo que preside el ábside y de los dos cenotafios situados a ambos lados del presbiterio,  dedicados a Gutierre de Vargas Carvajal, obispo de Plasencia, y a sus padres, Francisco de Vargas e Inés de Carvajal. Los trabajos de decoración concluyeron hacia 1550.
La capilla se salvó de la quema de iglesias por carecer, vista desde la calle, de algo que la caracterice como templo.[cita requerida]

## Descripción

### Estructura y exterior
La capilla del Obispo es uno de los pocos ejemplos de arquitectura gótica existentes en Madrid. Su trazado corresponde a la fase tardía de este estilo, que se prolongó durante los reinados de los Reyes Católicos y, parcialmente, de Carlos I.
Consta de una sola nave, dividida en tres tramos, y ábside poligonal, con grandes contrafuertes en el exterior. Las bóvedas son de crucería y estrelladas en el presbiterio. Los materiales de construcción combinan la mampostería de piedra de granito y la fábrica de ladrillo.
La fachada septentrional, que da a la plaza de la Paja, es el único elemento exterior levantado bajo las pautas arquitectónicas del Renacimiento. Realizada enteramente en sillarejo de granito, destaca por su aspecto austero, especialmente en lo que respecta a su portada, definida por un sencillo arco de medio punto.
Los ornamentos de la fachada son escasos y se concentran en el tercio superior. Aquí se sitúa una galería de siete ventanales, enmarcados cada uno por una doble moldura y con relieves florales en los puntos de confluencia y en la base de los vanos. La fachada está coronada con una cornisa saliente y amoldurada. En su parte inferior, se halla una escalinata de tramos enfrentados, que permite salvar el desnivel de la plaza de la Paja.

### Interior

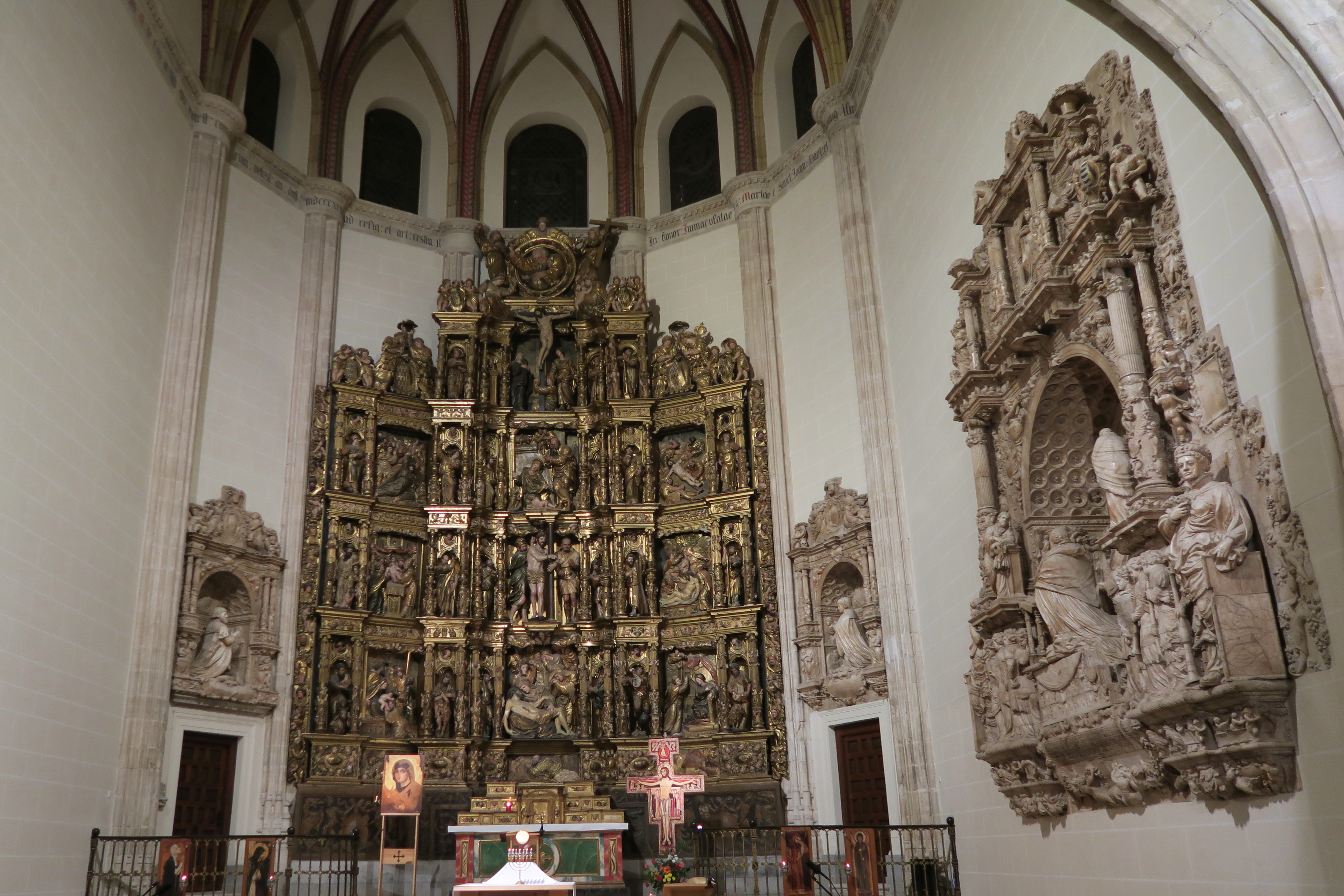
Interior y retablo de la capilla del Obispo

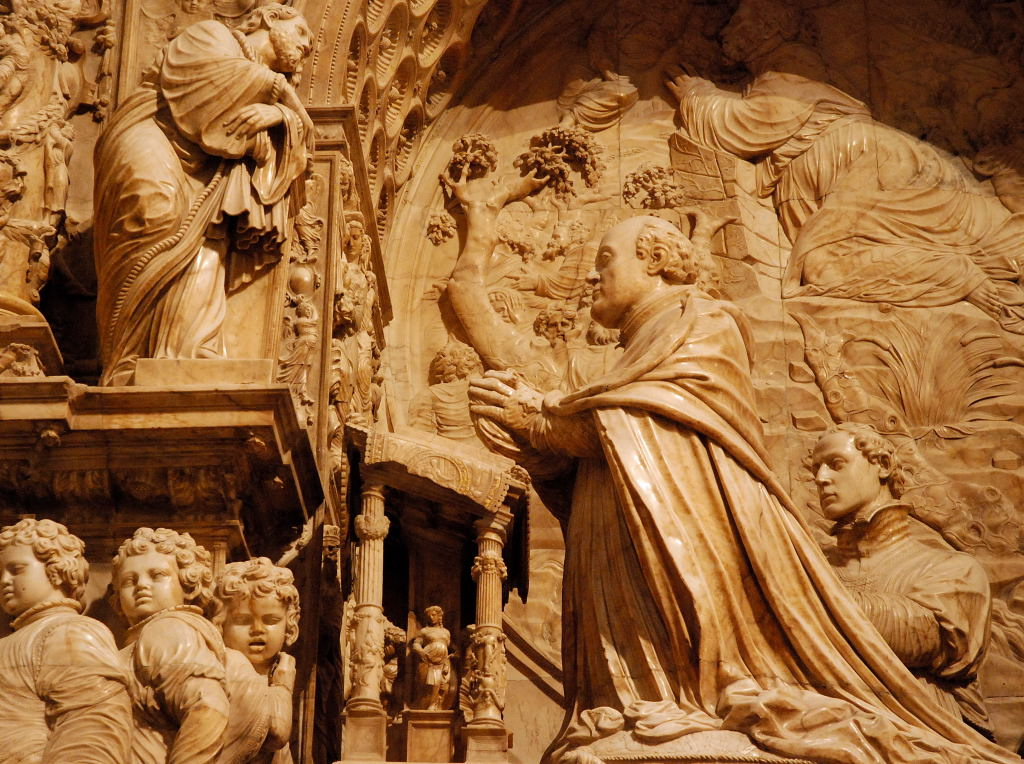
Cenotafio de alabastro de Gutierre de Vargas Carvajal, obra de Francisco Giralte; Capilla del Obispo.

El acceso a la capilla se realiza a partir de un pequeño claustro, formado por arcos de medio punto, cuyo aspecto actual corresponde a la reforma emprendida en el siglo XVIII.

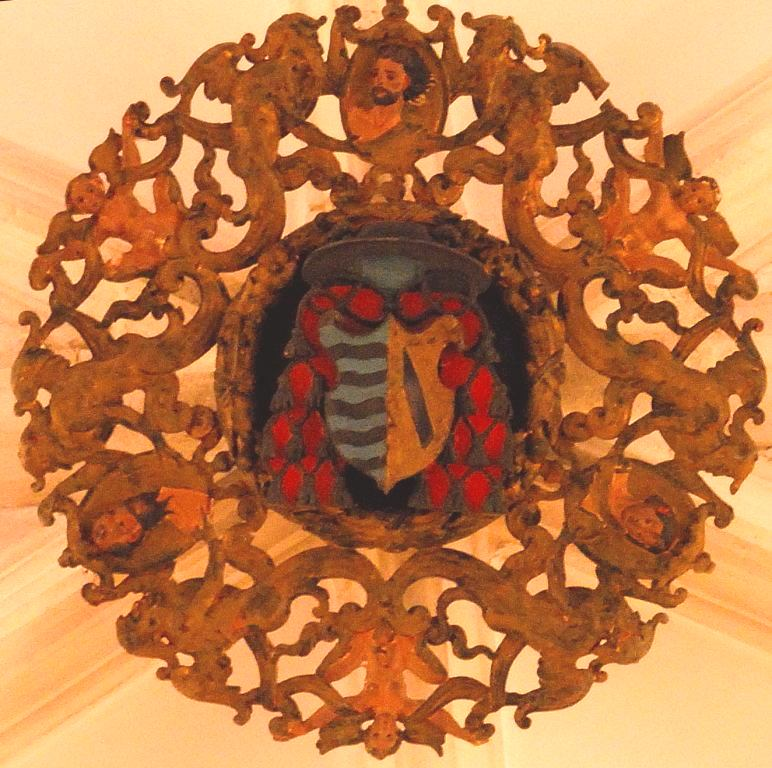
Escudo episcopal de Gutierre de Vargas Carvajal, Capilla del Obispo.

La puerta interior, encargada en el año 1544, se atribuye a Cristóbal Robles y a Francisco de Villalpando. Está hecha en madera de nogal y decorada con diferentes relieves, donde se representan escenas bíblicas, principalmente del Antiguo Testamento. Está considerada como una obra maestra del escultura renacentista española.
Así mismo hasta principios del siglo XX el templo presentaba dos retablos laterales:
- El del lado del Evangelio presentaba un óleo representando el Bautismo de Cristo.
- El del lado de la Epístola estaba presidido por un óleo representando el martirio de San Juan Evangelista.

Ambas pinturas de los retablos laterales se atribuyen a Juan de Villoldo.
La decoración de la nave es de estilo plateresco. Sus elementos más sobresalientes son el retablo mayor, que preside el conjunto desde el ábside, y los sepulcros de alabastro de Gutierre de Vargas y Carvajal y de sus padres, Francisco de Vargas e Inés Carvajal, emplazados a ambos lados del presbiterio. Son obra de Francisco Giralte, quien tardó cuatro años en su ejecución (1547-1550).
Otro de los elementos destacados del interior es el coro alto, cubierto con artesonado.
Así mismo para la capilla se pintó una importante sarga representando el Descendimiento, obra de Juan de Villoldo y que se conserva en el Museo de Historia de Madrid.